# Oahspe
Oahspe é um livro recebido por uma revelação sobrenatural por John ballou NewBrough (1828 -1891)  escrito provavelmente no ano de 1881, em Nova Iorque.
O livro vinha com  o subtítulo de Kosmon Bible in the words of Jehovih and his angels ambassadors. (traduzindo à mão livre do Inglês como Kosmon Bíblia nas palavras de Yehovih e seus anjos embaixadores).